# Pitcairnioideae
Pitcairnioideae ist eine Unterfamilie der Pflanzenfamilie der Bromeliengewächse (Bromeliaceae). Die einzelnen Unterfamilien unterscheiden sich besonders im Fruchttyp und dem Bau der Blüte. Sie enthält nur noch fünf Gattungen mit etwa 670 Arten in der Neotropis.

## Merkmale

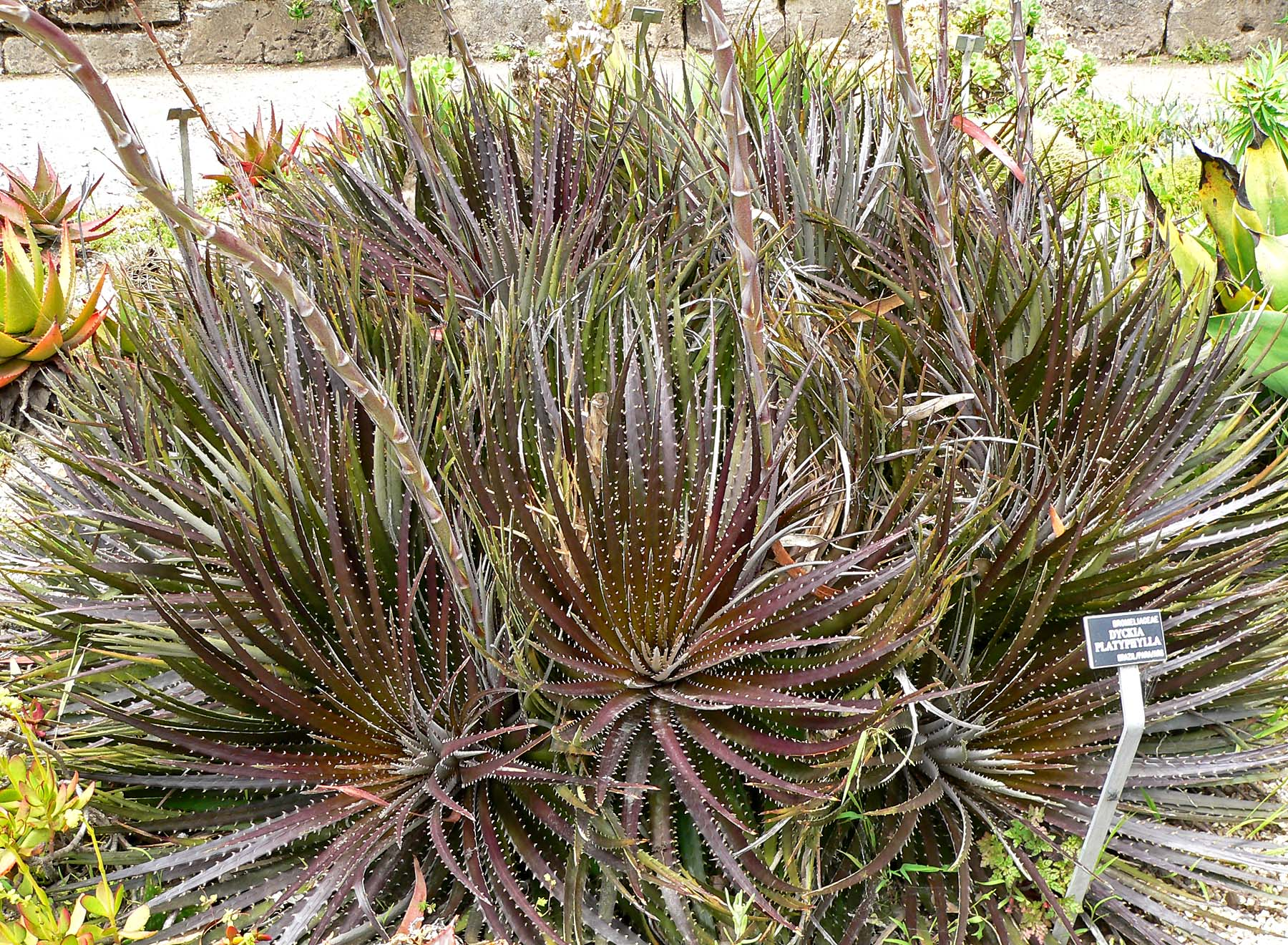
Dyckia platyphylla, sukkulente, terrestrische Art mit stark bewehrten Blättern

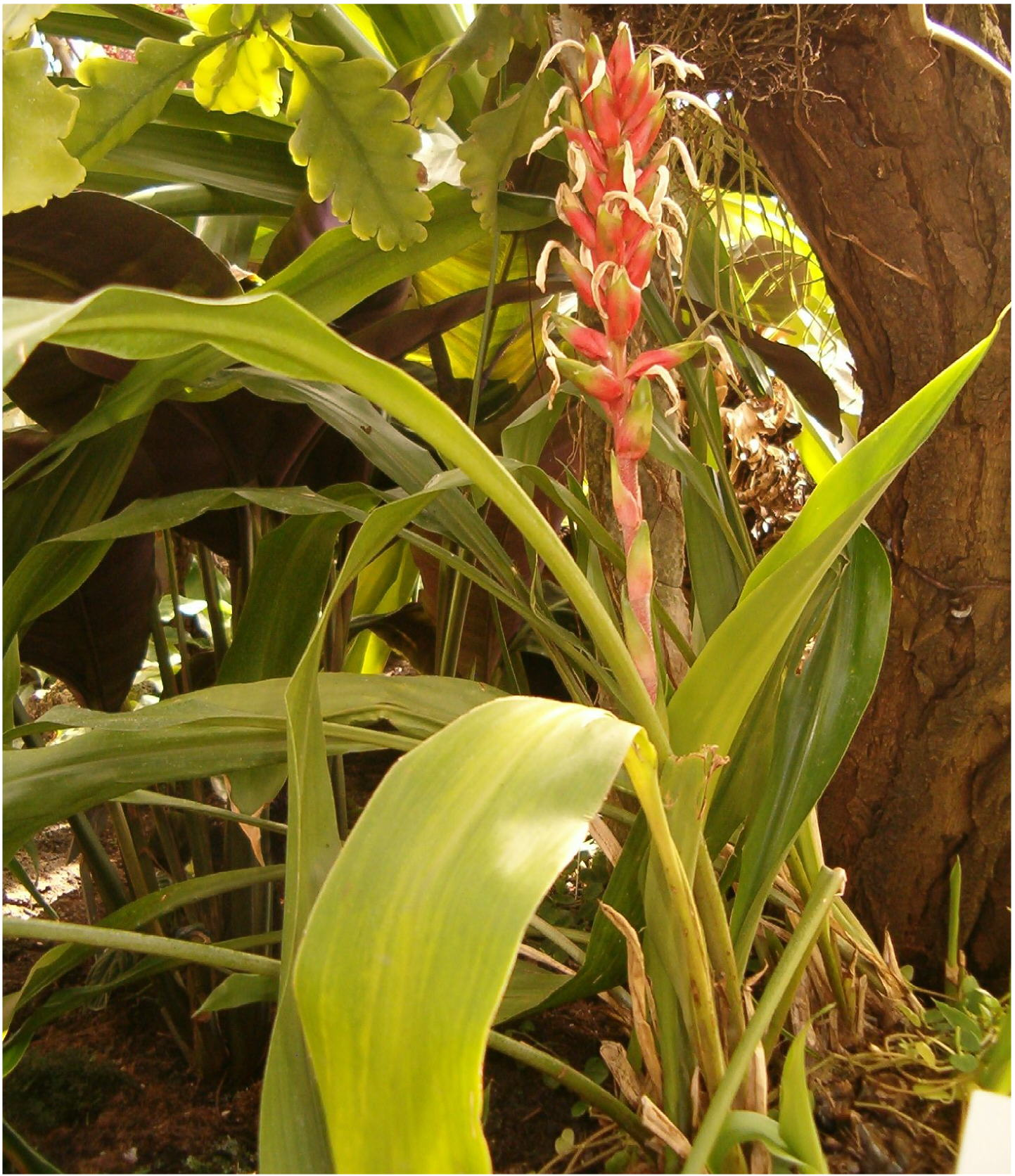
Maisblättrige Pitcairnia (Pitcairnia maidifolia), Habitus und Blütenstand. Beachte die für Bromelien untypische Form der glattrandigen Laubblätter

Arten in dieser Unterfamilie Pitcairnioideae besitzen ursprünglichere Merkmale als die Arten der Unterfamilien Bromelioideae und Tillandsioideae. Nur Arten in den Gattungen, die keiner dieser drei Unterfamilien zugeordnet sind, besitzen noch ursprünglichere Merkmale.
In folgenden Merkmalen unterscheiden sich die Vertreter der Pitcairnioideae von den anderen Unterfamilien der Bromeliaceae:
- Fruchtknoten: ober- oder halboberständig.
- Früchte: Kapseln mit vielen flugfähigen Samen, die kamm-, hauben- oder fadenförmige Anhängsel haben.
- Laubblätter: ganzrandig oder bestachelt.
- meist terrestrisch, also auf dem Boden wachsend. (In den beiden anderen Unterfamilien überwiegen die Epiphyten).
- Blütenformel: {\displaystyle \star \;oder\downarrow \;K_{3}\;C_{3}\;A_{3+3}\;G_{\underline {(3)}}\;}

## Systematik und Verbreitung
Das Verbreitungsgebiet reicht von den südlichen Staaten der USA bis nach Argentinien und die Karibischen Inseln.
Eine Art aus dieser Unterfamilie, Pitcairnea feliciana, hat ihre ursprüngliche Heimat in Westafrika. Alle anderen Bromeliaceae sind rein neuweltlich verbreitet. Diese Tatsache wurde auch mit zum Beweis der Kontinentaldrift herangezogen. Diese Art ist einer der ursprünglichsten Vertreter der Familie Bromeliaceae. Die ältesten Fossilfunde von denen angenommen wird, dass sie Ursprungsformen der Bromeliaceae sind, stammen aus der Zeit als Afrika und Südamerika noch zusammen den Kontinent Gondwana bildeten und wurden in Trockengebieten gefunden.
Heute gehören in die Unterfamilie Pitcairnioideae s. str. nur noch fünf Gattungen mit etwa 670 Arten. Meist sind die Arten der Gattung Pepinia in der Gattung Pitcairnia enthalten, wenn ein Autor anderer Ansicht ist, dann sind es sechs Gattungen (Stand 2014):
- Deuterocohnia Mez: Sie kommt in den südamerikanischen Anden vor und enthält etwa 18 Arten, inklusive der Arten der früheren Gattung Abromeitiella Mez.
- Dyckia Schult. f.: Sie enthält etwa 168 Arten sind in Brasilien, Argentinien, Bolivien, Paraguay und Uruguay weitverbreitet.[2]
- Encholirium Mart. ex Schult. f.: Die seit 2014 nur noch etwa 29 Arten kommen nur in Brasilien vor.[2]
- Fosterella L.B.Sm.: Die 31 bis 33 Arten sind fast alle im zentralen Südamerika verbreitet, nur eine Art kommt in Zentralamerika vor.[2]
- Pitcairnia L’Her. (Syn.: Cochliopetalum Beer, Conanthes Raf., Hepetis Sw., Lamproconus Lem., Melinonia Brongn. ex E. Morren, Neumannia Brongn., Orthopetalum Beer, Phlomostachys Beer, Spirastigma L’Her. ex Pfeiffer, Willrussellia A.Chev., Pepinia Brongn. ex André): Sie enthält etwa 400 Arten, wenn Pepinia enthalten ist. Das neotropische Verbreitungsgebiet reicht vom südlichen Mexiko über die Karibischen Inseln bis zum nördlichen Argentinien und Peru.[2]

## Weiterführende Literatur
- T. J. Givnish, J. C. Pires, S. W. Graham, M. A. McPherson, L. M. Prince, T. B. Patterson: Phylogeny, biogeography, and ecological evolution in Bromeliaceae: Insights from ndhF sequences. In: J. T. Columbus, E. A. Friar, J. M. Porter, L. M. Prince, M. G. Simpson: Monocots: Comparative Biology and Evolution. Poales, Rancho Santa Ana Botanical Garden, Claremont, 2006, 23, Seite 3–26.